# Falconer (album)
Falconer är det svenska power metal-bandet Falconers första album, utgivet 2001.

## Låtlista
1. "Upon The Grave Of Guilt" - 4:57
2. "Heresy In Disguise" - 5:18
3. "Wings Of Serenity" - 5:00
4. "A Quest For The Crown" - 4:14
5. "Mindtraveller" - 5:45
6. "Entering Eternity" - 5:13
7. "Royal Galley" - 4:16
8. "Substitutional World" - 7:41
9. "Lord Of The Blacksmiths" - 4:43
10. "The Past Still Lives On" - 4:33
11. "Per Tyrssons Döttrar i Vänge" - 4:50 (bonus)